# Диаграмма Блэка — Николса
Диаграмма Блэка — Николса, диаграмма Николса — представление частотного отклика линейной стационарной динамической системы в виде графика в декартовых координатах. На таком графике частота выступает в качестве параметра кривой, фаза и амплитуда системы на заданной частоте представляется абсциссой и ординатой каждой точки характеристики. По сути такой график объединяет на одной плоскости амплитудно-частотную и фазо-частотную характеристики.
Подобные диаграммы удобно использовать для анализа устойчивости системы, хотя используются они намного реже, чем АФЧХ в виде диаграммы Найквиста.